# ويلي لي
ويلي أوتو أوسكار لي (بالألمانية: Willy Otto Oskar Ley) (ولد في 2 أكتوبر 1906 - توفي في 24 يونيو 1969)؛ هو صحفي علمي ألماني-أمريكي ومؤيد لعلم علم دراسة الحيوانات الخفية.